# Exix bahia
Exix bahia är en stekelart som beskrevs av Mason 1981. Exix bahia ingår i släktet Exix och familjen bracksteklar. Inga underarter finns listade i Catalogue of Life.